# Cranium humanum

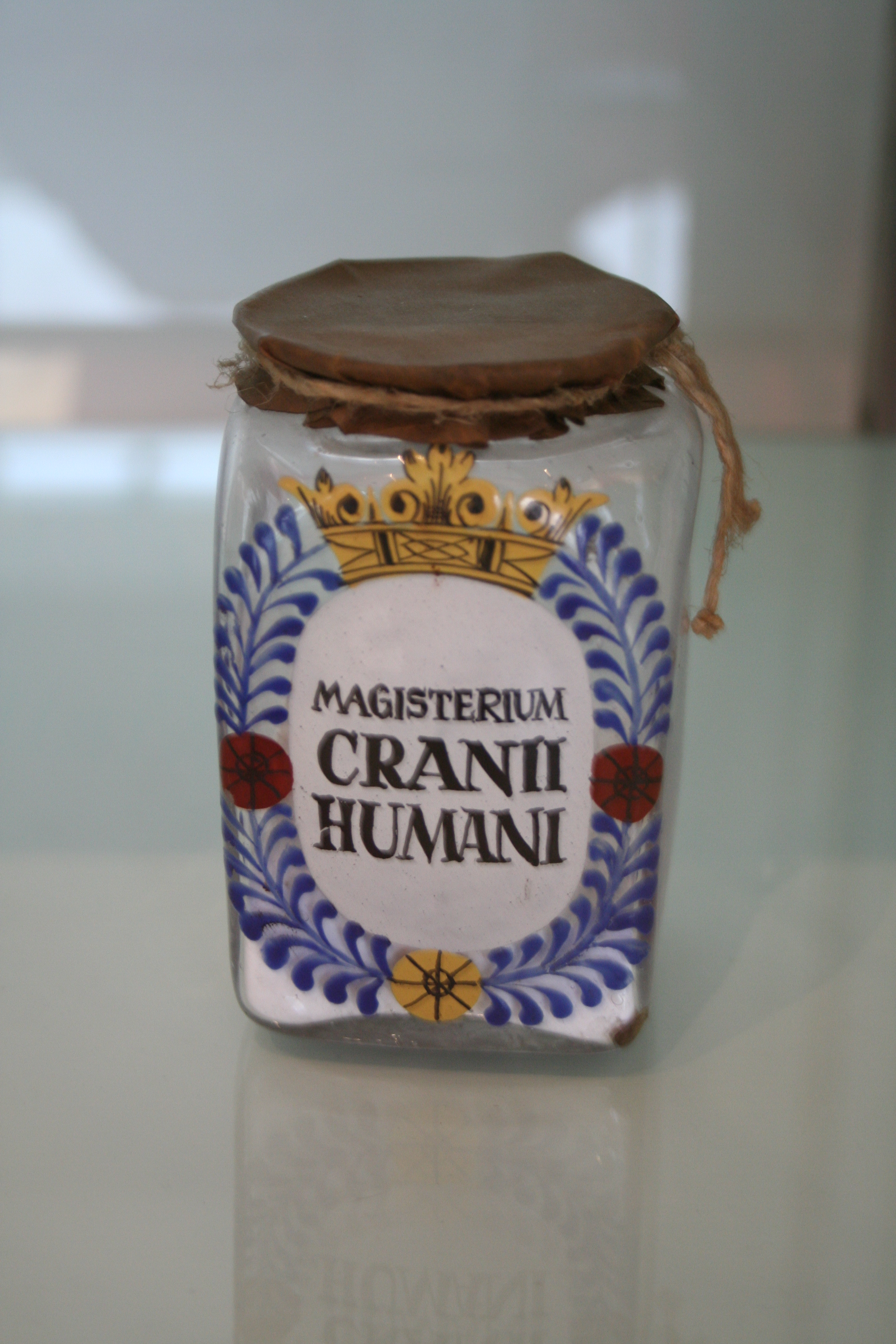
Apothekerflasche für Cranium Humanum (ca. 17./18. Jh.)

Cranium humanum (lateinisch für Menschlicher Schädel) ist ein aus menschlichen Schädeln hergestellter Arzneistoff, der über viele Jahrhunderte in der europäischen Medizin Verwendung fand. Es wurde in zahlreichen Arzneibüchern des 16. bis 18. Jahrhunderts beschrieben und verlor im Zuge der wissenschaftlichen Weiterentwicklung der Medizin ab dem 18. Jahrhundert vollständig seine Bedeutung als Arzneimittel.

## Hintergrund
Bei der Verwendung von cranium humanum lag in der Medizin des ausgehenden Mittelalters und verstärkt in der Medizin der Renaissance die Ansicht zugrunde, dass Heilkräfte aus der Allmacht der Schöpfung Gottes aus pflanzlichen, mineralischen und tierischen Wirkstoffen hervorgehen. Dabei wurden dem Menschen als Krönung der Schöpfung innerhalb des Tierreichs und vor allem dem Kopf als vornehmsten Teil des menschlichen Leibes besondere Heilkräfte zugesprochen. Das dem cranium humanum zugeschriebene Wirkungsprinzip lag jedoch nicht in seinen chemischen oder physikalischen Eigenschaften begründet, sondern vielmehr in unsichtbaren, spirituellen Lebenskräften, die auch noch über den Tod des Menschen hinaus wirken. Cranium humanum bezeichnete dabei nicht zwingend Arzneistoffe, die aus dem menschlichen Schädel gewonnen wurden, häufig stand es auch als Synonym für andere Knochen aus dem menschlichen Skelett, die zu Heilzwecken eingesetzt wurden. Die zur Arzneimittelherstellung benötigten Knochen stammten meist von hingerichteten Personen. Dies nutzten oftmals Scharfrichter und Henker, um sich durch den Verkauf von Körperteilen ihrer Delinquenten an Ärzte oder Apotheker einen Nebenverdienst zu sichern. Neben cranium humanum wurden in historischen Arzneibüchern häufig auch Mumia und Menschenfett (axungia hominis) als Arzneistoffe menschlicher Herkunft aufgeführt.

## Anwendung
Cranium humanum wurde vor allem bei Erkrankungen eingesetzt, die mit dem damaligen Kenntnisstand nicht erklärbar waren und deren Ursachen schließlich magischen oder dämonischen Einflüssen zugeschrieben wurden wie Lähmungen, Schlaganfällen, Krampfanfällen, Epilepsie oder außergewöhnlich starke Regelblutungen. Im Gegensatz zu vielen als gottgegebene Strafe angesehenen Krankheiten galt hier der Befall des Patienten durch böse Mächte als Auslöser, dessen Heilung nur durch die Vertreibung des Bösen und einer Befreiung des Patienten mit Hilfe der Kraft des cranium humanum möglich war. So nennt das Nürnberger Arzneibuch Dispensarium magistri Nicolai Praepositi ad aromatarios von 1536 cranium humanum als wirksames Mittel gegen Epilepsie. Der 1620 in Mähren Andreas Glorez beschreibt die Applikation des Arzneimittels bei starken Regelblutungen: 

„Schabe oder feile ein Quentlein, und laß es in einem Glas voll weißen Wein eine Nacht über kalt einweichen und nimm es des Morgens nüchtern ein, allezeit über den zweiten Tag, so wird im zweiten oder drittenmal der Fluß gestillet seyn.“

Mit der zunehmenden Verwissenschaftlichung der Medizin im 18. Jahrhundert wurden diese Wirkungsprinzipien und die Verwendung menschlicher Arzneistoffe neu bewertet und vielfach der Quacksalberei und Scharlatanerie zugeordnet und verloren fast vollständig an Bedeutung.